# Jogos Mundiais Militares de 2003
Os Jogos Mundiais Militares de 2003 ou 3ºs Jogos Mundiais Militares do CISM foram um evento multiesportivo militar ocorrido entre 4 e 16 de Dezembro de 2003 na cidade de Catânia, Itália.
O evento estava inicialmente cogitado para ser realizado em Madri, Espanha, porém a cidade espanhola desistiu e Catânia, situada aos pés do vulcão Etna acabou por sediar o evento, que mesmo com pouco tempo para organizar, tornou-se um sucesso.

## Esportes
Um total de 13 disciplinas foram disputadas nos 3ºs Jogos Mundiais Militares. Foram elas: